# Acroporium ridleyi
Acroporium ridleyi är en bladmossart som beskrevs av Hugh Neville Dixon 1924. Acroporium ridleyi ingår i släktet Acroporium och familjen Sematophyllaceae. Inga underarter finns listade i Catalogue of Life.